# U.F.O.
《U.F.O.》는 2012년에 개봉한 대한민국의 영화이다.

## 캐스팅
- 이주승 : 정순규 역
- 지상혁 : 김진우 역
- 정영기 : 김광남 역
- 김창환 : 주기쁨 역
- 김태윤 : 정영규 역
- 서은아 : 이지현 역